# Vajra

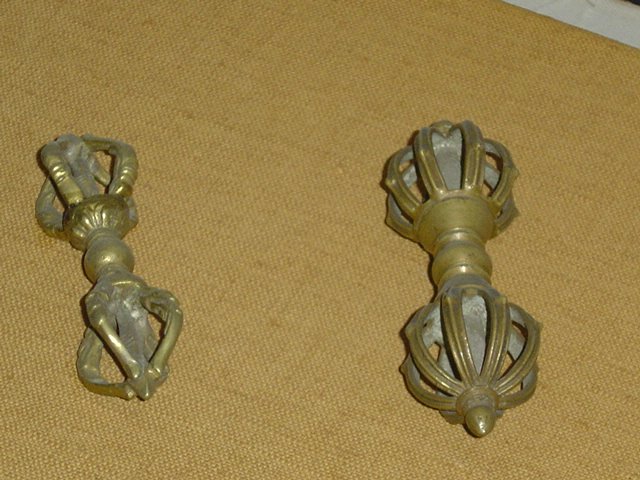
Vajra's

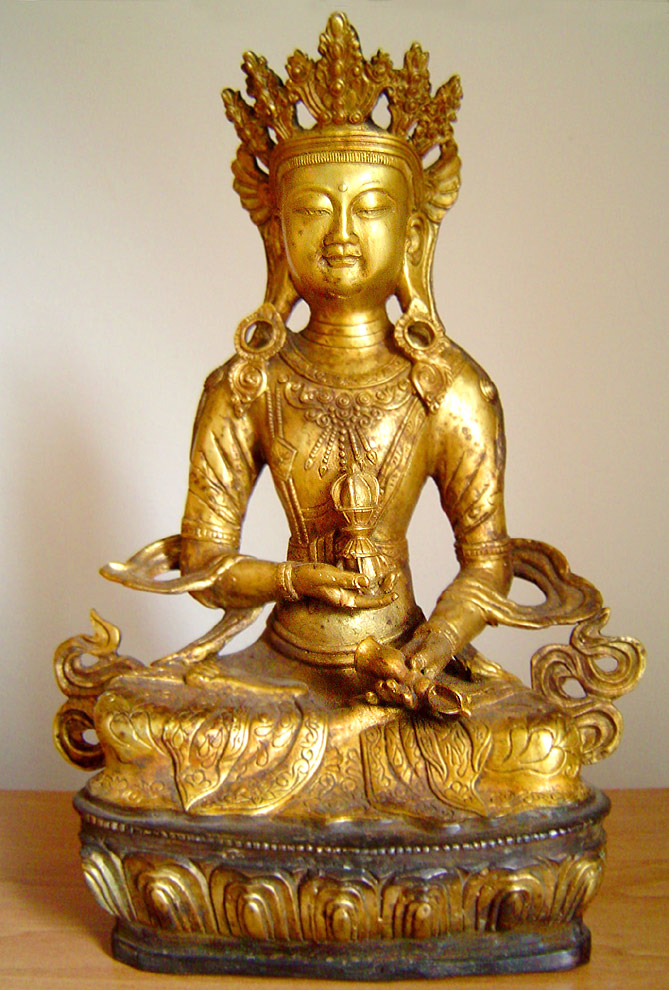
Vajrasattva houdt de vajra in de rechterhand en een klokje in de linker

Vajra (Devanagari: वज्र) is het Sanskriet woord voor zowel bliksemschicht als diamant en wordt als ritueel of spiritueel attribuut beschouwd, in het hindoeïsme, boeddhisme en het jainisme. 
In het Tibetaans luidt het gelijknamige woord dorje, dat ook veel als mannennaam voor komt in Tibet en Bhutan. Het verwijst vaak ook naar een kleine scepter die door Tibetaanse tantrische beoefenaars in de rechterhand wordt gehouden tijdens ceremonies en waarmee ook een aantal beelden van de Boeddha zijn toegerust.
De vajra vernietigt alle soorten onwetendheid en is zelf onvernietigbaar. In Tantrische rituelen symboliseert hij het mannelijke principe voor methodiek en mededogen, terwijl de bijbehorende bel in de linkerhand het vrouwelijke principe en wijsheid aangeeft. Interactie van de twee leidt naar verlichting. 
In de oude Vedische religie werd Indra, 'Heer van de bergen' als drager van de vajra ('bliksemdrager') gezien.
In het boeddhisme is de vajra het symbool van de Vajrayana, een van de drie belangrijke takken van het boeddhisme. Vajrayana wordt vertaald als de Diamantweg. Het kan de bliksemervaring impliceren van plotse verlichting tot bodhi en het impliceert ook onvernietigbaarheid zoals die eigen is aan diamant.

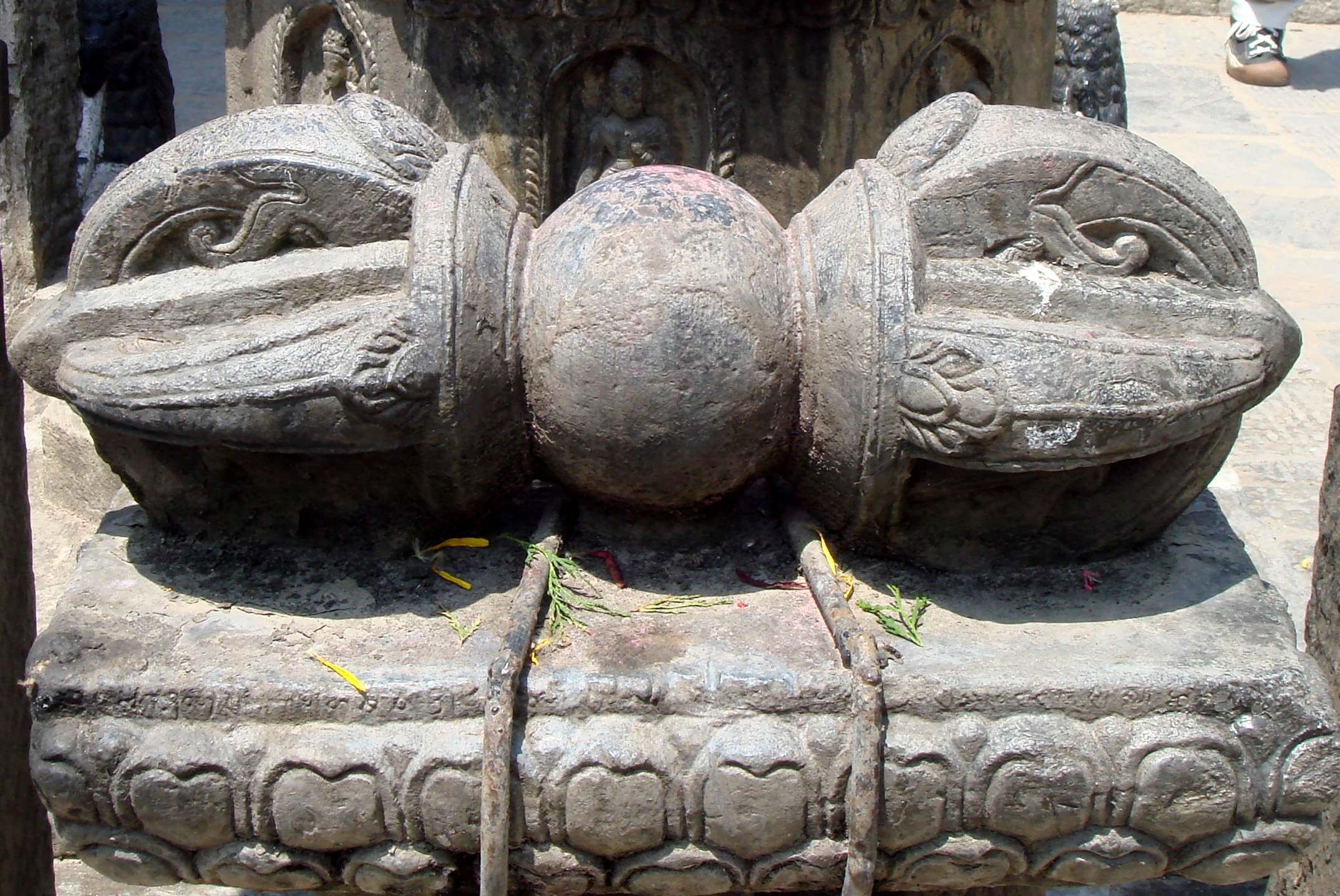
Grote stenen dorje in Patan, Nepal

In de traditie van het tantrisch boeddhisme staat de vajra symbool voor de aard van de werkelijkheid of sunyata. Dit is de eindeloze leegte zelf, waaruit en waarin alles bestaat, ook wijzelf. Het is de ultieme oerstof. Dit gegeven verwijst naar eindeloze scheppingskracht, potentialiteit, en vaardigheid bij actie. In tantrische literatuur komt de term uitgebreid voor. De term voor spirituele leider of goeroe is daar vajracarya. Men heeft vajrasattva enz. De praktijk om het woord als prefix bij namen, plaatsen en toestanden te zetten is een bewuste poging om het transcendente aspect van alle verschijnselen te herkennen. Het vertegenwoordigt een "sacralisering" van alle handeling van de spiritueel ingestelde zoeker. Het laat hem toe om al zijn psychofysiologische energie toe te spitsen op het spirituele leven.
Een voorwerp dat de vajra voorstelt wordt veel in tantrische rituelen gebruikt. Het ziet eruit als een aaneenvoeging van twee open sferen, bestaande uit symmetrische vier- of acht- tandige vorken, die ombuigen vanuit lotusbloemen aan weerszijden van de centrale sfeer tot twee punten op gelijke afstand van dat centrum, zodat het geheel het uitzicht van een "diamanten scepter" krijgt. Zo wordt de term dan ook vertaald.